# Борисов Кирило Ілліч
Кирило Ілліч Борисов (25 вересня 1914, село Гаврилівка Копальського повіту Семиріченської області, тепер Жетисуської області, Казахстан — ?) — радянський діяч, 1-й секретар Севастопольського міського комітету ВКП(б). Депутат Верховної ради Російської РФСР 3-го і 5-го скликань. 

## Життєпис
Народився в селянській родині.
У 1930—1934 роках працював робітником у рисовому радгоспі Каратальського району Алма-Атинської області Казахської АРСР, потім у машино-тракторній станції та на підприємствах, був вчителем початкової школи. У 1934—1935 роках — бухгалтер тресту «Казпромбуд».
У 1935 році закінчив вечірній робітничий факультет при Казахському педагогічному інституті в місті Алма-Аті.
У 1935—1940 роках — студент Горьковського інститут інженерів водного транспорту, інженер-механік.
Член ВКП(б) з 1940 року.
У 1940—1942 роках — начальник планово-виробничого відділу та начальник відділу технічного контролю на судноремонтному заводі імені Леніна в місті Астрахані.
У 1942—1944 роках — завідувач транспортного відділу Астраханського міського комітету ВКП(б); 1-й секретар Кіровського районного комітету ВКП(б) міста Астрахані.
У 1944—1945 роках — відповідальний контролер, заступник уповноваженого Комісії партійного контролю при ЦК ВКП(б).
У 1945—1947 роках — уповноважений Комісії партійного контролю при ЦК ВКП(б) по Воронезькій області; уповноважений Комісії партійного контролю при ЦК ВКП(б) по Башкирській АРСР.
У липні 1947 — січні 1948 року — інспектор Управління із перевірки партійних органів ЦК ВКП(б).
У 1948 році закінчив заочно Вищу партійну школу при ЦК ВКП(б).
У січні — серпні 1948 року — завідувач сектору, в серпні 1948 — серпні 1949 року — інструктор відділу партійних, профспілкових і комсомольських органів ЦК ВКП(б) у Москві.
У вересні 1949 — вересні 1952 року — 1-й секретар Севастопольського міського комітету ВКП(б).
У 1952—1957 роках — заступник начальника Московського річкового пароплавства; заступник начальника Головнафтофлоту Міністерства морського та річкового флоту СРСР.
У березні 1957 — після 1959 року — 2-й секретар Приморського крайового комітету КПРС.
Подальша доля невідома.

## Нагороди
- орден Червоної Зірки
- медаль «За доблесну працю у Великій Вітчизняній війні 1941—1945 рр.»
- медалі